# 12513 Niven
12513 Niven (1998 HC20) là một tiểu hành tinh vành đai chính được phát hiện ngày 27 tháng 4 năm 1998 bởi P. G. Comba ở Prescott.